# 44. ročník udílení cen Saturn
44. ročník udílení cen Saturn se konalo 27. června 2018 v Burbanku v Kalifornii. Na ceremoniálu se udělovaly ceny pro nejlepší filmová a televizní díla a videozáznamy ze žánrů science fiction, fantasy, horor a nově byla představena kategorie animované filmy a televizní seriály. Moderátorem večera byl Jonah Ray. Nominace byly zveřejněné 15. března 2018.
Film Black Panther se stal filmem s nejvíce nominací, a to s celkem čtrnácti. V seriálech vedl seriál Živí mrtví se sedmi nominacemi a následoval nový seriál Star Trek: Discovery s pěti nominacemi.

## Vítězové a nominovaní
Tučně jsou označeni vítězové.

### Film
| Nejlepší sci-fi film | Nejlepší fantasy film | Nejlepší hororový film |
| --- | --- | --- |
| Blade Runner 2049 - Vetřelec: Covenant - Život - Star Wars: Poslední z Jediů - Valerian a město tisíce planet - Válka o planetu opic | Tvář vody - Kráska a zvíře - Zmenšování - Jumanji: Vítejte v džungli! - Kong: Ostrov lebek - Paddington 2 | Uteč - 47 metrů - Annabelle 2: Zrození zla - Better Watch Out - To - Matka! |
| Nejlepší thrillerový film | Nejlepší akční/dobrodružný film | Nejlepší mezinárodní film |
| Tři billboardy kousek za Ebbingem - Blok 99 - Vražda v Orient expresu - Akta Pentagon: Skrytá válka - Suburbicon: Temné předměstí - Wind River | Největší showman - Baby Driver - Dunkerk - Rychle a zběsile 8 - Nepřátelé - Kingsman: Zlatý kruh | Baahubali 2: The Conclusion - Brimstone - The Lodgers - The Man Who Invented Christmas - Čtverec - Zhan lang 2 |
| Nejlepší film inspirovaný komiksem | Nejlepší animovaný film | Nejlepší režie |
| Black Panther - Strážci Galaxie Vol. 2 - Logan: Wolverine - Spider-Man: Homecoming - Thor: Ragnarok - Wonder Woman | Coco - Mimi šéf - Auta 3 - Já, padouch 3 - Kimi no na wa. | Ryan Coogler – Black Panther - Guillermo del Toro – Tvář vody - Patty Jenkins – Wonder Woman - Rian Johnson – Star Wars: Poslední z Jediů - Jordan Peele – Uteč - Matt Reeves – Válka o planetu opic - Denis Villeneuve – Blade Runner 2049 |
| Nejlepší scénář | Nejlepší filmový herec | Nejlepší filmová herečka |
| Star Wars: Poslední z Jediů – Rian Johnson - Black Panther – Ryan Coogler a Joe Robert Cole - Blade Runner 2049 – Hampton Fancher a Michael Green - Uteč – Jordan Peele - Logan: Wolverine – Scott Frank, James Mangold aMichael Green - Tvář vody – Guillermo del Toro a Vanessa Taylor - Wonder Woman – Allan Heinberg, Zack Snyder, Jason Fuchs | Mark Hamill – Star Wars: Poslední z Jediů - Chadwick Boseman – Black Panther - Ryan Gosling – Blade Runner 2049 - Hugh Jackman – Logan: Wolverine - Daniel Kaluuya – Uteč - Andy Serkis – Válka o planetu opic - Vince Vaughn – Blok 99                                                                                                 | Gal Gadotová – Wonder Woman - Sally Hawkins – Tvář vody - Frances McDormandová – Tři billboardy kousek za Ebbingem - Lupita Nyong'o – Black Panther - Rosamund Pike – Nepřátelé - Daisy Ridley – Star Wars: Poslední z Jediů - Emma Watsonová – Kráska a zvíře |
| Nejlepší filmový herec ve vedlejší roli | Nejlepší filmová herečka ve vedlejší roli | Nejlepší mladý herec ve filmu |
| Patrick Stewart – Logan: Wolverine - Harrison Ford – Blade Runner 2049 - Michael B. Jordan – Black Panther - Michael Keaton – Spider-Man: Homecoming - Chris Pine – Wonder Woman - Michael Rooker – Strážci Galaxie Vol. 2 - Bill Skarsgard – To                                                                                                   | Danai Gurira – Black Panther - Ana de Armas – Blade Runner 2049 - Carrie Fisher – Star Wars: Poslední z Jediů - Lois Smith – Marjorie Prime - Octavia Spencer – Tvář vody - Tessa Thompson – Thor: Ragnarok - Kelly Marie Tran – Star Wars: Poslední z Jediů                                                                            | Tom Holland – Spider-Man: Homecoming - Dafne Keen – Logan: Wolverine - Sophia Lillis – To - Millicent Simmonds – Okouzlení - Jacob Tremblay – (Ne)obyčejný kluk - Letitia Wright – Black Panther - Zendaya – Spider-Man: Homecoming |
| Nejlepší hudba | Nejlepší střih | Nejlepší výprava |
| Coco – Michael Giacchino - Black Panther – Ludwig Göransson - Největší showman – John Debney a Joseph Trapanese - Tvář vody – Alexandre Desplat - Star Wars: Poslední z Jediů – John Williams - Okouzlení – Carter Burwell | Star Wars: Poslední z Jediů – Bob Ducsay - Black Panther– Michael P. Shawver a Debbie Berman - Rychle a zběsile 8 – Christian Wagner a Paul Rubell - Uteč – Gregory Plotkin - Logan: Wolverine – Michael McCusker a Dirk Westervelt - Tvář vody – Sidney Wolinsky                                                                       | Black Panther – Hannah Beachler - Kráska a zvíře – Sarah Greenwood - Blade Runner 2049 – Dennis Gassner - Tvář vody – Paul Denham Austerberry - Star Wars: Poslední z Jediů – Rick Heinrichs - Valerian a město tisíce planet – Hugues Tissandier |
| Nejlepší kostýmy | Nejlepší masky | Nejlepší speciální efekty |
| Kráska a zvíře – Jacqueline Durran - Black Panther – Ruth E. Carter - Největší showman – Ellen Mirojnick - Star Wars: Poslední z Jediů – Michael Kaplan - Valerian a město tisíce planet – Olivier Bériot - Wonder Woman – Lindy Hemming | Black Panther – Joel Harlow a Ken Diaz - Blade Runner 2049 – Donald Mowat - Strážci Galaxie Vol. 2– John Blake a Brian Sipe - To – Alec Gillis, Sean Sansom, Tom Woodruff, Jr. a Shane Zander - Tvář vody – Mike Hill a Shane Mahan - Star Wars: Poslední z Jediů – Peter Swords King a Neal Scanlan - (Ne)obyčejný kluk – Arjen Tuiten | Strážci Galaxie Vol. 2 – Christopher Townsend, Guy Williams, Jonathan Fawkner a Dan Sudick - Black Panther – Geoffrey Baumann, Craig Hammack, a Dan Sudick - Blade Runner 2049 – John Nelson, Paul Lambert, Richard R. Hoover a Gerd Nefzer - Kong: Ostrov lebek – Stephen Rosenbaum, Jeff White, Scott Benza a Mike Meinardus - Star Wars: Poslední z Jediů – Ben Morris, Mike Mulholland, Chris Corbould a Neal Scanlan - Válka o planetu opic – Joe Letteri, Dan Lemmon, Daniel Barrett a Joel Whist |
| Nejlepší nezávislý film | | |
| (Ne)obyčejný kluk - Já, Tonya - LBJ - Lucky - Professor Marston & the Wonder Women - Velmi temné období - Okouzlení | | |

### Televize
| Nejlepší sci-fi seriál | Nejlepší fantasy seriál | Nejlepší hororový seriál |
| --- | --- | --- |
| The Orville - The 100 - Colony - Expanze - Pán času - Salvation - Akta X | Cizinka - Američtí bohové - Hra o trůny - The Good Place - V zajetí kouzel - Soumrak templářů - Knihovníci | Živí mrtví - American Horror Story: Cult - Ash vs Evil Dead - Živí mrtví: Počátek konce - Vlčí mládě - Preacher - Agresivní virus |
| Nejlepší akční/thrillerový seriál | Nejlepší superhrdinský seriál | Nejlepší animovaný seriál nebo televizní film |
| Volejte Saulovi - Riverdale - Animal Kingdom - The Alienist - Fargo - Into the Badlands - Mr. Mercedes | The Flash - Supergirl - Agenti S.H.I.E.L.D. - Arrow - Black Lightning - Gotham - Legends of Tomorrow | Star Wars Povstalci - Archer - BoJack Horseman - Zataženo, občas trakaře - Griffinovi - Rick a Morty - Simpsonovi |
| Nejlepší televizní herec | Nejlepší televizní herečka | Nejlepší televizní herec ve vedlejší roli |
| Kyle MacLachlan jako Dale Cooper – Městečko Twin Peaks - The Return - Andrew Lincoln jako Rick Grimes – Živí mrtví - Bruce Campbell jako Ash Williams – Ash vs. Dead - Sam Heughan jako James Fraser – Cizinka - Jon Bernthal jako Frank Castle – The Punisher - Jason Isaacs jako kapitán Gabriel Lorca – Star Trek: Discovery - Seth MacFarlane jako Ed Mercer – The Orville - Ricky Whittle jako Shadow Moon – Američtí bohové | Sonequa Martin-Green jako Michael Burnham – Star Trek: Discovery - Melissa Benoist jako Kara Zor-El/Kara Denvers/Supergirl – Supergirl - Caitriona Balfe jako Claire Fraser – Cizinka - Lena Headeyová jako Cersei Lannister – Hra o trůny - Mary Elizabeth Winstead jako Nikki Swango – Fargo - Sarah Paulson jako Ally Mayfair-Richards a Susan Atkins – American Horror Story: Cult - Gillian Anderson jako agentka Dana Scully – Akta X - Adrianne Palicki jako Kelly Grayson – The Orville | Michael McKean jako Chuck McGill – Volejte Saulovi - Kit Harington jako Jon Snow – Hra o trůny - Nikolaj Coster-Waldau jako Jaime Lannistter – Hra o trůny - Miguel Ferrer jako Albert Rosenfield – Městečko Twin Peaks - The Return - Doug Jones jako Saru – Star Trek: Discovery - Christian Kane jako Jacob Stone – Knihovníci - Khary Payton jako král Ezekiel – Živí mrtví - Evan Peters jako Kai Anderson, Andy Warhol, Marshall Applewhite, David Koresh, Jim Jones, Ježíš a Charles Manson – American Horror Story: Cult |
| Nejlepší televizní herečka ve vedlejší roli | Nejlepší host v televizním seriálu | Nejlepší mladý herec v televizním seriálu |
| Rhea Seehorn jako Kimberly „Kim“ Wexler – Volejta Saulovi - Danai Gurira jako Michonne – Živí mrtví - Melissa McBride jako Carol Peletier – Živí mrtví - Adina Porter jako Beverly Hope – American Horror Story: Cult - Odette Annable jako Samantha Arias/Reign – Supergirl - Dakota Fanning jako Sara Howard – The Alienist - Candice Patton jako Iris West – The Flash - Krysten Ritter jako Jessica Jones – The Defenders     | David Lynch jako Gordon Cole – Městečko Twin Peaks: The Return - Jeffrey Dean Morgan jako Negan – Živí mrtví - Bryan Cranston jako Silas Herrick – Philip K. Dick's Electric Dreams - Michael Greyeyes jako Qalteqa Walker – Živí mrtví: Počátek konce - Rachel Nichols jako Nicole Noone – Knihovníci - Jesse Plemons jako Robert Daly – Černé zrcadlo - Hartley Sawyer jako Ralph Dibney – The Flash - Michelle Yeoh jako kapián Philippa Georgiou – Star Trek: Discovery                     | Chandler Riggs jako Carl Grimes – Živí mrtví - K. J. Apa jako Archie Andrews– Riverdale - Max Charles jako Zach Goodweather – Agresivní virus - Alycia Debnam-Carey jako Alicia Clark – Živí mrtví: Počátek konce - David Mazouz jako Bruce Wayne – Gotham - Millie Bobby Brownová jako Jedenáctka – Stranger Things - Lili Reinhart jako Betty Cooper – Riverdale - Cole Sprouse jako Jughead Jones – Riverdale |
| Nejlepší televizní prezentace | Nejlepší seriál - nová média | Nejlepší superhrdinský seriál - nová média |
| Městečko Twin Peaks - The Return - Channel Zero - Následníci 2 - Doctor Who: Twice Upon a Time - Mystery Science Theater 3000: The Return - Okja - The Sinner | Star Trek: Discovery - Altered Carbon - Černé zrcadlo - Příběh služebnice - Mindhunter - Philip K. Dick's Electric Dreams - Stranger Things | The Punisher - The Defenders - Future Man - Iron Fist - Runaways - The Tick |

### Domácí zábava
| Nejlepší DVD nebo Blu-ray vydání | Nejlepší DVD nebo Blu-ray vydání - speciální edice | Nejlepší DVD nebo Blu-ray vydání - filmová klasika |
| --- | --- | --- |
| Labyrint podle Davea - 2:22 - Kolos - Chuckyho kult - Devil's Whisper - The Man from Earth: Holocene                                                                                                  | Noc oživlých mrtvol (Criterion Collection) - Ztracený obzor (80. výročí) - Ztracený svět (edice deluxe) - Re-Animator (speciální edice) - Speed Racer (sběratelská edice) - Suspiria (40th Anniversary Edition)        | Záchranný člun - Caltiki - il mostro immortale - Deluge - Koncert pro Satana - The Old Dark House - Tobor the Great |
| Nejlepší DVD nebo Blu-ray vydání - televizní seriál | Nejlepší DVD nebo Blu-ray vydání - kolekce | Nejlepší DVD nebo Blu-ray vydání - kolekce |
| Američtí bohové (1. řada) - Grimm: kompletní kolekce - The Rockford Files: kompletní kolekce - Městečko Twin Peaks: limitovaný seriál - Upíří deníky (kompletní edice) - Westworld: 1. řada, The Maze | Dracula Complete Legacy Collection - Abbott and Costello Rarities - Adventures of Captain Marvel - Christopher Nolan 4K Collection - Fritz Lang: The Silent Films - Mumie – kompletní kolekce - OSS 117 Five – kolekce | Dracula Complete Legacy Collection - Abbott and Costello Rarities - Adventures of Captain Marvel - Christopher Nolan 4K Collection - Fritz Lang: The Silent Films - Mumie – kompletní kolekce - OSS 117 Five – kolekce |

### Produkce
| Nejlepší divadelní produkce | Nejlepší divadelní produkce |
| --- | --------------------------- |
| Something Rotten! (Segerstrom Center for the Arts) - Hledání Země nezemě (Segerstrom Center for the Arts) - Zázrak v New Yorku (Pasadena Playhouse) - Oklahoma! (3D Theatricals) - Spamalot (3D Theatricals) - Zoot Suit (Mark Taper Forum) |                             |

### Speciální ocenění
Celoživotní ocenění – Guilermo del Toro
Vizionářské ocenění – Sarah Schechter
Ocenění filmařů – Jake Kasdan
Ocenění producentů – Jason Blum
Speciální ocenění – Don Mancini